# Uładzimir Kudzinau
Uładzimir Alaksiejewicz Kudzinau (biał. Уладзімір Аляксеевіч Кудзінаў, ros. Владимир Алексеевич Кудинов, Władimir Aleksiejewicz Kudinow) – białoruski przedsiębiorca i polityk, deputowany do Rady Najwyższej Republiki Białorusi XIII kadencji; uważany za pierwszego więźnia politycznego za rządów Alaksandra Łukaszenki.

## Życiorys
W 1995 roku mieszkał w Iwacewiczach. Pełnił funkcję dyrektora firmy handlowo-przemysłowej „Iwacewiczy”. W drugiej turze uzupełniających wyborów parlamentarnych 10 grudnia 1995 roku został wybrany na deputowanego do Rady Najwyższej Republiki Białorusi XIII kadencji z Iwacewickiego Okręgu Wyborczego Nr 20. 19 grudnia 1995 roku został zarejestrowany przez centralną komisję wyborczą, a 9 stycznia 1996 roku zaprzysiężony na deputowanego. Od 23 stycznia pełnił w Radzie Najwyższej funkcję członka Stałej Komisji ds. Budżetu, Podatków, Banków i Finansów. Był bezpartyjny, należał do opozycyjnej wobec prezydenta Alaksandra Łukaszenki frakcji „Działanie Obywatelskie”. Od 3 czerwca był członkiem grupy roboczej Rady Najwyższej ds. współpracy z parlamentem Republiki Łotewskiej. 27 listopada 1996 roku, po dokonanej przez prezydenta kontrowersyjnej i częściowo nieuznanej międzynarodowo zmianie konstytucji, nie wszedł w skład utworzonej przez niego Izby Reprezentantów Zgromadzenia Narodowego Republiki Białorusi I kadencji. Zgodnie z Konstytucją Białorusi z 1994 roku jego mandat deputowanego do Rady Najwyższej zakończył się 9 stycznia 2000 roku; kolejne wybory do tego organu jednak nigdy się nie odbyły.
Jako parlamentarzysta w 1996 roku był jednym z inicjatorów nieudanej próby odwołania prezydenta przez Radę Najwyższą. Wkrótce został aresztowany za – jak podają oficjalne źródła – wręczenie łapówki funkcjonariuszowi służb drogowych oraz skazany na siedem lat kolonii karnej. W więziennych grypsach, publikowanych w niezależnej prasie, krytykował rządy Łukaszenki oraz wzywał do walki z „komunistyczną moralnością”. W więzieniu był wielokrotnie represjonowany, bity i umieszczany w karcerze. Z więzienia wyszedł wcześniej dzięki nowelizacjom w kodeksie karnym.